# Mary Bocock
Mary Lowrey Bocock (* 7. Oktober 2003 in Salt Lake City, Utah) ist eine US-amerikanische Skirennläuferin. Sie startet in allen Disziplinen. Ihre jüngere Schwester Elisabeth Bocock ist ebenfalls als Skirennläuferin aktiv.

## Biografie
Mary Bocock stammt aus Salt Lake City und begann in Snowbird mit dem Skifahren. Sie besuchte die Rowmark Ski Academy in ihrer Heimatstadt und gehört wie ihre zwei Jahre jüngere Schwester Elisabeth dem C-Kader der US-Nationalmannschaft an.
Im Alter von 16 Jahren bestritt Bocock im Snow King Mountain Resort in Wyoming ihre ersten FIS-Rennen. Anfang Februar 2020 gab sie in Georgian Peaks ihr Debüt im Nor-Am Cup. Im Dezember 2021 zog sie sich eine Knieverletzung zu, nachdem sie als Achte im Nor-Am-Parallelrennen von Panorama erstmals unter die besten zehn gefahren war. Nach der Highschool fokussierte sie sich ein Jahr lang voll auf den Skisport und schaffte 2022/23 den Durchbruch im Nor-Am Cup. Sie gewann je einen Super-G in Burke und Whistler Mountain sowie einen Riesenslalom in Stratton. Mit drei weiteren Podestplätzen, darunter auch ein dritter Rang in der Abfahrt, konnte sie die Gesamtwertung für sich entscheiden. Zudem gewann sie die Super-G-Disziplinenwertung und belegte Platz drei in der Riesenslalomwertung. Bei ihren ersten Juniorenweltmeisterschaften am Arlberg schied sie sowohl im Riesenslalom als auch im Slalom aus, im Mannschaftswettbewerb wurde sie Fünfte. Ein Jahr später belegte sie in Abfahrt und Super-G jeweils Platz 20, in der Team-Kombination wurden sie und ihre Schwester Neunte.
Am 28. Oktober 2023 gab Bocock gemeinsam mit ihrer Schwester im Riesenslalom auf dem Rettenbachferner ihr Weltcup-Debüt.

## Erfolge

### Juniorenweltmeisterschaften
- St. Anton 2023: 5. Mannschaftswettbewerb, DNF Riesenslalom, DNF Slalom, DNS Super-G
- Haute-Savoie 2024: 9. Team-Kombination, 20. Abfahrt, 20. Super-G, DNF Riesenslalom

### Nor-Am Cup
- Saison 2021/22: 8. Parallelwertung
- Saison 2022/23: 1. Gesamtwertung, 1. Super-G-Wertung, 3. Riesenslalomwertung, 10. Abfahrtswertung
- Saison 2023/24: 9. Gesamtwertung, 5. Super-G-Wertung, 8. Riesenslalomwertung
- 10 Podestplätze, davon 4 Siege:

| Datum            | Ort               | Land   | Disziplin    |
| ---------------- | ----------------- | ------ | ------------ |
| 8. Januar 2023   | Burke Mountain    | USA    | Super-G      |
| 5. März 2023     | Stratton          | USA    | Riesenslalom |
| 26. März 2023    | Whistler Mountain | Kanada | Super-G      |
| 22. Februar 2024 | Whiteface         | USA    | Super-G      |

### South American Cup
- Ein Sieg

| Datum           | Ort     | Land        | Disziplin    |
| --------------- | ------- | ----------- | ------------ |
| 11. August 2025 | Ushuaia | Argentinien | Riesenslalom |

### Weitere Erfolge
- 6 Siege in FIS-Rennen